# Microrégion de Paranaguá
La microrégion de Paranagua est l'une des cinq microrégions qui subdivisent la mésorégion métropolitaine de Curitiba dans l'État du Paraná au Brésil.
Elle comporte 7 municipalités qui regroupaient 280 833 habitants en 2006 pour une superficie totale de 6 056 km².

## Municipalités[1]
- Antonina
- Guaraqueçaba
- Guaratuba
- Matinhos
- Morretes
- Paranaguá
- Pontal do Paraná